# Юань Шаньцзянь
Юань Шаньцзянь (кит.: 元善見; піньїнь: Yuan Shanjian; 524-552) — єдиний імператор Східної Вей з Північних династій.

## Життєпис
Був сином Юань Даня, вана Цінхе.
534 року імператор Сяо У, племінник Юань Даня, спробував усунути командувача Ґао Хуаня, й уклав союз із незалежними генералами Юйвень Таєм і Хеба Шеном. Коли Ґао у відповідь відрядив війська до столиці, міста Лоян, Сяо У втік до Юйвенів. Юань Дань первинно підтримав утечу імператора, втім швидко залишив його та повернувся до Лояна. Після того як Ґао зайняв Лоян, він зробив Юань Дана представником чинної імперської влади, а Юань Дань був зверхнім, вважаючи, що стане новим імператором. Ґао вирішив, що Юань Дан негідний титулу імператора, після чого під тим приводом, що кузен не може бути спадкоємцем, висунув на пост правителя Юань Шаньцзяня. Юань Дань намагався втекти на південь, однак Ґао наздогнав його й повернув до Лояна. Формально Північна Вей розділилась на Східну та Західну Вей. Юань Шаньцзянь став правителем першої з них.
Ґао Хуань, який вважав, що Лоян надто близько розташований до кордонів Західної Вей, тому він переніс столицю до міста Єчен. Ґао Хуань намагався завоювати Західну Вей і відновити Північну Вей, але його спроби відбивав Юйвень Тай та інші тамтешні генерали. Ґао частіше перебував у своєму штабі в Цзіньяні (сучасний Тайюань, Шаньсі), але часто відвідував Єчен. 536 року Ґао призначив свого сина, Ґао Чена, до складу уряду Східної Вей. Пізніше того ж року помер Юань Дань, деякі джерела вважають, що його убив Ґао Хуань.
547 року Ґао Хуань помер, і фактичну владу в державі отримав Ґао Чен.
Скористувавшись смертю Ґао Хуаня, генерал Хоу Цзін, який не любив Ґао Чена, здав 13 провінцій, які він контролював (землі між річками Хуайхе та Хуанхе), Західній Вей. Генерал Ґао Чена Мужун Шаоцзун розбив Сяо Юаньміна — племінника Сяо Яня, якого той відрядив на допомогу Хоу, а потім і самого Хоу. Після цього Мужун Шаоцзун захопив Сяо Юаньміна та втік до Лян. До 548 року усі захоплені провінції, окрім чотирьох, були повернуті Східній Вей, а до 549 — й ті чотири.
Поки тривала кампанія проти Хоу, спалахнув конфлікт між Ґао Ченом та імператором Юань Шаньцзянем. Одного разу Ґао Чен відкрито висловив неповагу до імператора, що розлютило останнього. Юань Шаньцзянь спробував усунути Ґао Чена від влади, однак змовників було викрито, й імператор потрапив під домашній арешт, решту змовників було страчено.
Навесні 549 року імператора змусили надати Ґао Чену титул великого вана Ці та почесне звання Сянґо, що було ознакою того, що Ґао готувався захопити трон. Ґао Чен формально відмовився від посту й заявив, що спадкоємцем престолу має бути син імператора. В подальшому, восени того ж року Юань Шаньцзянь призначив свого сина Юань Чжанженя офіційним спадкоємцем.
Тієї ж осені Ґао Чена було вбито. Брат Ґао Чена Ґао Ян, князь Тайюаня, заявив, що Ґао Чен лише поранений. Імператор Юань Шаньцзянь, однак, оголосив, що нарешті влада повернулась до імператорської родини.
Імператор усвідомлював, що Ґао Ян збирається захопити владу. Навесні 550 року останній запропонував Юань Шаньцзяню надати йому титул вана військового округу Ці — трохи нижчий за той титул, що мав його брат.
Влітку 550 року Ґао Ян вирушив на столицю. Юань Шаньцзянь, злякавшись, поступився троном Ґао Яну, який проголосив нову династію та став її першим правителем.
Новий імператор надав Юань Шаньцзяню титул вана Чжуншані. На початку 552 року імператор Ґао Ян підіслав до Юань Шаньцзяня людей, які змусили колишнього правителя випити отруту й убили трьох його синів. Його було поховано з імператорськими почестями. Однак згодом, з невідомих причин, імператор Ґао Ян наказав відчинити труну й кинути рештки колишнього імператора до річки Чжан.

## Девізи правління
- Тяньпін (天平) 534—537
- Юаньсян (元象) 538—539
- Сінхе (興和) 539—542
- Удін (武定) 543—550